# Trachypithecus delacouri
Trachypithecus delacouri (Лутунг Делакура) — вид приматів з роду Trachypithecus родини мавпові. 

## Опис
Довжина голови й тіла самців: 57—62 см, самиць: 57—59 см; довжина хвоста самців: 82—88 см; самиць: 84—86 см, вага самців: 7,5—10,5 кг, самиць: 6,2—9,2 кг. Їхнє хутро переважно чорне, з білими мітками на обличчі та кремово-білим хутром над крупу і зовнішніх поверхнях стегон. Має гребінь довгого, вертикального волосся на лобі та маківці, яке трохи довше, ніж в інших видів роду. Біле волосся бакенбардів також трохи довше. Новонароджені відрізняються від дорослих, будучи коричневого кольору з білим хутром на голові. Ноги та руки в цього виду тонкі. 

## Поширення
Ендемік В'єтнаму, де проживає в провінціях Нін Бін, Ханам, Хоа Бінь, Тханьхоа і Хатей на півночі країни. Мешкає у відкритих лісах до висот 1000 м. 

## Стиль життя
Вид денний і сутінковий; час проведений на дереві й на землі залежить від місця проживання. Цей вид є переважно листоїдним; листя складає 60–80 % від його раціону; решта раціону складається з пагонів, фруктів, квітів і кори. Живе невеликими групами, що налічує в цілому тільки 3—6 осіб і яка складається з одного самця, кількох самиць і потомства. Решта самців утворюють холостяцькі групи, які, зрештою, вторгнуться в гаремну групу, щоб замінити лідера.

## Життєвий цикл
Самці досягають статевої зрілості в п'ять років, самиці в чотири. Репродуктивного пік триває з січня по червень, і після вагітності період 170 до 200 днів, самиці зазвичай народжують одне дитинча. Діти годуються молоком 19—21 місяців. Загальна тривалість життя складає близько двадцяти років.

## Загрози та охорона
Основними загрозами для цього виду є полювання для традиційної медицини й втрата лісового середовища проживання. Цей вид занесений в Додаток II СІТЕС. Проживає в шести охоронних територіях.